# أرنب سومطري مخطط
أرنب سومطري مخطط (الإسم العلمي:Nesolagus netscheri) المعروف كذلك باسم الأرنب السومطري، هو نوع من الثدييات يتبع فصيلة الأرانب ضمن رتبة الأرنبيات. هو أحد أنواع جنس الأرانب المخططة، يستوطن غرب جزيرة سومطرة في إندونيسيا.